# Melpea
Melpea (en griego, Μέλπεια) fue un antiguo asentamiento griego situado en Arcadia.
Pausanias lo ubica cerca de Licosura, en las montañas denominadas Nomias y donde había un santuario de Pan Nomio. Allí, según la mitología griega, Pan había inventado la melodía de la siringa.